# Casper : L'École de la peur
Pour les articles homonymes, voir Casper.
Casper : L'École de la peur (Casper's Scare School) est une série télévisée d'animation franco-américano-indienne en 104 épisodes de 12 minutes réalisée par Éric Bastier et coproduite par Moonscoop, Classic Media et DQ Entertainment.
Basée sur le téléfilm du même titre sorti en 2006, elle a été diffusée au Canada à partir du 11 janvier 2009 sur YTV, en France à partir du 1er avril 2009 sur TF1 dans l'émission TFOU, aux États-Unis à partir du 5 octobre 2009 sur Cartoon Network, et au Québec à partir du 15 septembre 2012 à Télé-Québec.

## Synopsis
Casper est un gentil fantôme qui n'aime pas faire peur. Un jour, il se lie d'amitié avec un jeune garçon prénommé Jimmy, ce qui est un comble pour un fantôme. Du coup, ces trois oncles décident de l'envoyer à l'école de la peur dans le but de lui faire maîtriser l'art d’effrayer les gens. De plus les créatures de la terreur dit « charnus » en désignant les êtres normaux et ils utilisent jamais le mot « humain » en parlant des êtres normaux.

## Fiche technique
- Titre anglais : Casper's Scare School
- Titre français : Casper : L'École de la peur
- Réalisation : Éric Bastier
- Sociétés de production : Moonscoop, Classic Media et DQ Entertainment
- Société de distribution : Cartoon Network
- Pays :  France /  États-Unis /  Inde
- Langue : anglais, français
- Format : Couleurs - 16/9 - son stéréo
- Nombre d'épisodes : 104 (2 saisons)
- Durée : 12 minutes
- Date de première diffusion :
  - France : 1er avril 2009
  - États-Unis : 5 octobre 2009

## Distribution

### Voix françaises
- Sacha Bernheim : Casper
- Léo Caruso : Ra
- Valentin Maupin : Jimmy
- Alice Orsat : Mantha
- Vincent De Bouard : Scratch
- Bruno Magne : Le directeur
- Coco Noël : Moussu

Version française réalisée par Audiart ; Direction artistique : Coco Noël ; Adaptation : François Bercovici et Loïc Espinoza.
 Source et légende : version française (VF) sur RS Doublage

## Épisodes

### Première saison (2009-2010)
1. À feu et à dent[5],[6] (Fang Decay)
2. Peur sur Belleville (Scare Day)
3. Un bras peut en cacher un autre (Disarmed and Dangerous)
4. La Créature du potager (Frankenleftlovers)
5. Terrifiant malgré lui (Accidental Hero)
6. Attention lapin (Weekend at Bunny's)
7. Le Jour des enfants lugubres (Grimly Day)
8. Abraca-da-Casper (Abra-ca-deedstown)
9. Les Malheurs de Scratch (Bully for You)
10. La Vengeance du dragon (Dragon Quest)
11. La Malédiction du sandwich (Curse of the Sandwich)
12. Un bruit monstre (Bands on the Run)
13. Faux Départ (Ghostbust a Move)
14. Ra Super Momie (The Ra-minator)
15. Un copain en or (Rick Kid Ra)
16. Le Jour des contraires (Opposite Day)
17. Les Scouts de la peur (Scare Scouts)
18. Bouh (Boo)
19. Un vrai petit monstre (A Real Little Monster)
20. Une élection épouvantable (Vote for Casper)
21. L'Hôpital de la peur (Paramedic Paranormal)
22. L'Excursion interdite (Permission Impossible)
23. Le Fantôme envouté (What Possesed You)
24. Petits Monstres, gros problèmes (Shrinky Dust)
25. L'Étrange cas du charnu-garou (Fleshed Out)
26. Joyeux affreux Noël (Merry Scary Christmas)
27. 2500 bougies pour Ra (2500 Candles for Ra)
28. Le Jour du temps arrêté (Time Waits for No Ghost)
29. Un amour de monstre (Casper the Match Maker)
30. Le Bal de la peur (My Fair Harpy)
31. Jimmy chasseur de monstres (Jimmy Bradley: Creature Catcher)
32. Panique au manoir (Messy Business at the Manor)
33. La Momie savante (Whiz Kid Ra)
34. Maudit trésor (It's a Mad, Mad, Mad, Underworld)
35. Trois terreurs à l'école (Back to Ghoul)
36. Le Démouchificateur (The Reflesherator)
37. Quasi s'en va en grève (Ring My Bell)
38. Capitaine Casper (First Mate Casper)
39. Un fantôme au musée (Ghost in the Gallery)
40. La Saison des Gloutchs (Taming of the Gloutch)
41. Le Physique de l'emploi (You Oughta Be in Pictures)
42. Perdu entre les dimensions (Dimension Demented)
43. La Malédiction du sarcophage (Curse of the Sarcophagus)
44. La Sorcière de Belleville (Wart on the Nose)
45. Le Match de la peur (Slugby)
46. L'Attaque des poux géants (Crypt Critters)
47. La Revanche de Mr Bradley (Revenge of the Creature Catcher)
48. L'Affreux remplaçant (Master Blister)
49. L'Examen final : Partie 1 : Un puissant ennemi (Power Otage: Part 1)
50. L'Examen final : Partie 2 : La vengeance de Razznik (Power Otage: Part 2)
51. L'Examen final : Partie 3 : L'école abandonnée (Power Otage: Part 3)
52. L'Examen final : Partie 4 : Bataille finale (Power Otage: Part 4)

### Deuxième saison (2011-2012)
1. Le Canard de la honte[7] (Quacky Duck)
2. Plus vrai que nature (Dopplegangers)
3. Monstres en délire (Monster Movie)
4. Collantes souris volantes  (Totally Bats!)
5. Pour les beaux yeux de Capi  (Cappy's Mail Order Eyes)
6. Portés disparus  (Potent Brew)
7. Fais peur si tu peux (The Poltergeist Assignment)
8. Le Petit Dragon (The Little Dragon)
9. Une odeur captivante (A Haunting Smell)
10. Au revoir Jimmy (Goodbye Jimmy)
11. Le manoir a disparu (The Manor Has Disappeared)
12. Scratch mon idole (Thatch My Idol)
13. L'Attrape monstre (Monster Catcher)
14. Une école sans adulte (Home Alone)
15. Quasi indigeste (The Bellyache Mystery)
16. Mon ami Citrouille (Pumpkin Pal)
17. Le jour où le professeur coassa (The Day the Professor Croaked)
18. Je ne suis pas un héros (I'm Not a Hero)
19. Une équipe de rêve (Dream Team)
20. La Bague maudite (Curse of the Ring)
21. Souriez (Cheese)
22. Un amour de monstre (Casper's New Friend)
23. Une histoire à dormir debout (Sweet Dreams)
24. La Rédaction infernale (Typewriter From Hell)
25. Une légende de la peur (Mad-Dog McSneer)
26. Notre petit Garou (Our Boy Wolfie)
27. Les Frayeurs de l'auteur (Ghost Writer)
28. L'Aimant à fantômes (The Ghost Magnet)
29. L'Invasion des Croque-monstres (Invasion of the Bog Monsters)
30. Casper le pirate (Davey Jones Locker)
31. Franken-cache-cache (Now You See Me, Now You Don't)
32. L'Élixir rose bonbon (Love Potion)
33. Le Petit Théâtre des horreurs (Stage Fright)
34. Gargouille par intérim (Substitute Gargoyle)
35. Maudit Modèle réduit (Ship in a Bottle)
36. Alerte aux claquettes (The Last Dance)
37. Un méchant petit diable (Jack Out of the Box)
38. Zozoboy (Casper Meet's Super Choc)
39. Il fait sauver Graham (Save Graham)
40. La Créature de Frankengym (Frankengymteacher's Monster)
41. Radio Gloups (Radio Blodge)
42. Freddie sans peur (Fearless Freddie)
43. Le Chat noir (The Black Cat)
44. Jimmy le fantôme (Jimmy the Ghost)
45. La Proue en vadrouille (Woodward's Day Out)
46. Triclope maîtresse des ténèbres (Triclops Mistress of Darkness)
47. Le Camélézard (Calc the Chamaeleon)
48. Tout doit disparaître (To Catch a Monster)
49. La Grande Course de Frouss-Board (The Great Screamboard Disgrace)
50. Jimmy le fait la malle (Jimmy's Trunk Call)
51. Y a un os (No Bones)
52. À vos souhaits (Mummy's Boy)